# EgyptAir Cargo
EgyptAir Cargo è la divisione cargo della compagnia aerea egiziana EgyptAir. La sua principale base operativa è l'aeroporto internazionale del Cairo.
Opera utilizzando sia i propri aeromobili dedicati che la capacità di trasporto merci della compagnia aerea passeggeri.

## Storia
Egyptair Cargo è stata costituita nel 2002 durante la costituzione della Egyptair Holding Company, affidando a questo ramo d'azienda tutte le attività cargo esistenti di Egyptair. L'azienda è membro dell'iniziativa Cargo 2000 della IATA.
Nel 2008 la compagnia aerea ha introdotto una livrea con le lettere EgyptAir Cargo di dimensioni maggiori. Tuttavia nello stesso anno la consociata Egyptair ha introdotto una nuova livrea e un nuovo logo che sono stati applicati anche alla flotta cargo.

## Destinazioni
A partire da novembre 2021, Egyptair Cargo opera voli per:
| Nazione               | Città         | Aeroporto                                        | Note   |
| --------------------- | ------------- | ------------------------------------------------ | ------ |
| Belgio                | Ostend        | Aeroporto di Ostenda                             |        |
| Ciad                  | N'Djamena     | Aeroporto Internazionale di N'Djamena            |        |
| Egitto                | Cairo         | Aeroporto Internazionale del Cairo               | Hub    |
| Germania              | Colonia/Bonn  | Aeroporto di Colonia-Bonn                        |        |
| Ghana                 | Accra         | Aeroporto internazionale Kotoka                  |        |
| Hong Kong             | Hong Kong     | Aeroporto Internazionale di Hong Kong            |        |
| India                 | Mumbai        | Aeroporto Internazionale Chhatrapati Shivaji     |        |
| Italia                | Milano        | Aeroporto di Milano Malpensa                     |        |
| Giordania             | Amman         | Aeroporto Internazionale Regina Alia             |        |
| Kenya                 | Nairobi       | Aeroporto Internazionale Jomo Kenyatta           |        |
| Kuwait                | Kuwait City   | Aeroporto Internazionale del Kuwait              |        |
| Nigeria               | Kano          | Aeroporto Internazionale Mallam Aminu Kano       |        |
| Nigeria               | Lagos         | Aeroporto Internazionale Murtala Muhammed        |        |
| Arabia Saudita        | Dammam        | Aeroporto Internazionale di Dammam-Re Fahd       |        |
| Arabia Saudita        | Riad          | Aeroporto Internazionale di Riad-Re Khalid       |        |
| Sudafrica             | Johannesburg  | Aeroporto Internazionale O.R. Tambo              |        |
| Sudan                 | Khartoum      | Aeroporto Internazionale di Khartoum             |        |
| Thailandia            | Bangkok       | Aeroporto Internazionale di Bangkok-Suvarnabhumi |        |
| Turchia               | Istanbul      | Aeroporto di Istanbul                            |        |
| Turchia               | Istanbul      | Aeroporto di Istanbul-Atatürk                    | Chiuso |
| Emirati Arabi Uniti   | Dubai         | Aeroporto Internazionale di Dubai-Al Maktum      |        |
| Emirati Arabi Uniti   | Sharjah       | Aeroporto Internazionale di Sharjah              |        |
| Stati Uniti d'America | New York City | Aeroporto Internazionale John F. Kennedy         |        |

## Flotta

### Flotta attuale
A febbraio 2023 la flotta di EgyptAir Cargo è così composta:
| Aereo              | In flotta | Ordini | Note       |
| ------------------ | --------- | ------ | ---------- |
| Airbus A320-200P2F | —         | 2      | [ 5 ]      |
| Airbus A330-200P2F | 3         | —      |            |
| Boeing 737-800SF   | 1         | —      | Convertito |
| Totale             | 4         | 2      |            |

### Flotta storica
| Aereo              | Totale | Introduzione | Ritiro | Note |
| ------------------ | ------ | ------------ | ------ | ---- |
| Airbus A300B4-200F | 2      | 1998         | 2018   |      |
| Airbus A300-600RF  | 2      | 2006         | 2019   |      |